# Mâm xôi đen
Mâm xôi đen hay dâu đen (tiếng Anh: blackberry) là một loại trái cây ăn được và được tạo ra từ nhiều loài trong chi Rubus thuộc họ Rosaceae, con lai trong số các loài này thuộc phân chi Rubus và con lai giữa các phân chi Rubus và Idaeobatus. Phân loại của quả mâm xôi đen trong lịch sử đã bị nhầm lẫn vì lai và sự tiếp hợp vô tính, do đó các loài thường được nhóm lại với nhau và được gọi là tập hợp loài. Ví dụ: toàn bộ phân chi  Rubus  được gọi là tập hợp Rubus frnomosus, mặc dù các loài R. fruticosus được coi là đồng nghĩa của R. plicatus.

## Dinh dưỡng
Mâm xôi chứa nhiều chất xơ (cả dạng hòa tan và không hòa tan), vitamin C và vitamin K.